# Arcey, Côte-d'Or
Arcey är en kommun i departementet Côte-d'Or i regionen Bourgogne-Franche-Comté i östra Frankrike. Kommunen ligger i kantonen Sombernon som tillhör arrondissementet Dijon. År 2022 hade Arcey 52 invånare.

## Befolkningsutveckling
Antalet invånare i kommunen Arcey
Referens:INSEE